# Prodan Gardzhev
Prodan Stoyanov Gardzhev (bulgare : Продан Стоянов Гарджев) est un lutteur bulgare né le 8 avril 1936 et mort le 5 juillet 2003. Il est spécialisé en lutte libre.

## Palmarès

### Jeux olympiques
- Médaille d'or dans la catégorie des moins de 87 kg en 1964 à Tokyo
- Médaille de bronze dans la catégorie des moins de 87 kg en 1968 à Mexico

### Championnats du monde
- Médaille d'or dans la catégorie des moins de 87 kg en 1963 à Sofia
- Médaille d'or dans la catégorie des moins de 87 kg en 1966 à Toledo
- Médaille de bronze dans la catégorie des moins de 87 kg en 1965 à Manchester

### Championnats d'Europe
- Médaille d'argent dans la catégorie des moins de 87 kg en 1968 à Skopje
- Médaille de bronze dans la catégorie des moins de 87 kg en 1967 à Istanbul